# بونو (سردينيا)
بونو، (بالإنجليزية:  Bono)‏، (سردينيا: Bòno)، هي بلدية في مقاطعة ساساري، في منطقة سردينيا الإيطالية، وتقع على بعد حوالي 130 كم (81 ميل) شمال كالياري، وحوالي 50 كم (31 ميل) جنوب شرق ساساري.

## السكان
في سنة 1861 بلغ عدد السكان 2٬816 نسمة، وتطور العدد ليصل في سنة 2011 لـ 3٬636 نسمة.
يظهر هذا المخطط البياني تطور النمو السكاني لـ بونو (سردينيا)